# Ташкентський Музей залізничної техніки
Ташкентський Музей залізничної техніки — залізничний музей у столиці Узбекистану місті Ташкенті, оригінальне зібрання залізничної техніки, в тому числі і просто неба.
Музей є зберігачем історії технічної культури в Узбекистані. Його унікальність полягає в тому, що тут виставлені паровози, тепловози, вагони, які активно працювали на Узбецькій магістралі, створюючи підвалини та високий промисловий потенціал Республіки Узбекистан і всього Центрально-Азійського регіону. 

## Загальні дані
Ташкентський Музей залізничної техніки розташований за адресою:
вул. Туркістон, буд. 6, м. Ташкент—100060 (Узбекистан).
Розпорядок роботи музейного закладу
- щоденно від 09:00 до 18:00 години;
- перерва — від 13:00 до 14:00;
- санітарні дні: понеділок, вівторок (у ці дні не працюють екскурсійний потяг і вагон-музей).

## Створення і функціонування музею
Ташкентський музей залізничної техніки було відкрито 4 серпня 1989 року з нагоди 100-літнього ювілею Узбецької магістралі. Музей належить Державній акціонерній залізничній компанії Узбекистан темир йулларі і, як об'єкт соціально-технічної культури, є складовою Центрального Палацу культури залізничників. 
У музеї здійснено значний обсяг реставраційно-відновлювальних робіт, повністю оновлено вхідний комплекс, реставровано та поремонтовано експонати. 
Експозицію Музею відкриває колекція паровозів від історичного ОВ до потужного пасажирського паровоза П-36. У ташкентському залізничному музеї загалом виставлено 13 паровозів історичних серій, 18 тепловозів, 3 електровози, різні вагони і найцікавіші зразки ремонтно-будівельної техніки минулого століття. 
У складі музею функціонує вагон-музей, його експозиції розповідають про історію створення Узбецької магістралі, виставлені експонати по засобам зв'язку, безпеки, знаки доблесті, зразки форменого одягу залізничників минулих років. У музеї також діє екскурсійний потяг. 
З відвідувачами Ташкентського Музею залізничної техніки проводяться цікаві оглядові екскурсії. 
Ташкентський Музей залізничної техніки входить до Світової Асоціації технічних музеїв залізничного профілю та за підбором своїх експонатів є одним з найцікавіших з подібних музеїв у світі.

## Джерело-посилання
- Ташкентський Музей залізничної техніки [Архівовано 13 січня 2010 у Wayback Machine.] на www.orexca.com («Орієнтал експрес Центральна Азія», вебресурс, присвячений мандрівкам та туризму до Центральної Азії) [Архівовано 7 січня 2010 у Wayback Machine.] (англ.) (рос.)